# Хугберт (Бавария)
Хугберт (на немски: Hugbert; Hucbert) от династията на Агилолфингите, e от 724 до 736 г. херцог на Бавария.

## Живот
Син е на херцог Теудеберт и Регинтруда. Брат е на Гунтруд, съпруга на лангобардския крал Лиутпранд.
След смъртта на баща му има разногласие за наследството на трона. Карл Мартел навлиза в Бавария и чрез битка с Гримоалд II разрешава проблема. Хугберт е единственият внук на Теодо II и поема херцогството след смъртта на Гримоалд II през 725 г. Хугберт дава части от Бавария на франките и известно време баварските закони се издават в името на меровингския крал Теодорих IV (крал 721 – 737).
Хугберт продължава религиозната политика на предшествениците си за създаване на независима баварска църква. Използва Бонифаций за християнизиране на държавата и извиква мисионера Корбиниан обратно в Бавария.
След него херцог става Одило.